# QQRYQ
QQRyQ (czyt. Kukuryku) – polski punkowy fanzin, zainicjowany w Warszawie przez Piotra „Pietię” Wierzbickiego w 1985.
QQRyQ był opiniotwórczym fanzinem w środowisku peerelowskich punków związanych ze sceną HC punk. Początkowo był wydawany w podziemiu w nakładzie od kilkudziesięciu do kilkuset egzemplarzy. Tworzony był przez autora metodą kolażu oraz powielany techniką kserograficzną. W połowie roku 90. zaczął być drukowany w drukarni. Na łamach tego czasopisma recenzowano płyty, publikowano wywiady z zespołami oraz artykuły poświęcone historii punk rocka. Pismo podejmowało także problemy społeczne i polityczne. Po upadku PRL, w końcu lat 80., autor zalegalizował działalność undergroundową, a tytuł QQRyQ przekształcił w firmę wydawniczą pod nazwą QQRyQ Productions, która oprócz gazety wydawała także kasety z muzyką oraz zajmowała się organizacją koncertów. W ciągu kilku lat działalności QQRyQ wydało kilkadziesiąt kaset z muzyką zagraniczną oraz muzyką polskich wykonawców sceny hc punk. QQRyQ zakończyło działalność w 1999.

## Wydawnictwa
- QQP 009 Nomeansno – Live in Warsaw (1991)
- QQP 010 Schizma – Live in Toruń (1991)
- QQP 011 Czarnobyl Zdrój – Chory mózg o szczęściu (1991)
- QQP 012 Od Jutra – Sami dla siebie (1991)

- QQP 014 Instigators – Recovery Session (1991)
- QQP 015 2 Bad – Get Fat & Die (1991)
- QQP 016 2 Bad – Idiot Tree (1991)
- QQP 017 Spermbirds – Cammon Thread (1991)
- QQP 018 Sink – Vegatables (1991)
- QQP 019 D.O.A. – Greatest Shits (1991)
- QQP 020 Beck Session Group – Warm Inside (1991)
- QQP 021 Spermbirds – Eating Glass (1991)
- QQP 022 Assassins of God – The Jupiter Ox Revealed (1991)
- QQP 023 Assassins of God – Black Tongue Speaks vol. 1 (1991)
- QQP 024 Original Disease – Live in Wonderhell (1991)
- QQP 025 MDC – Millions of Damn Christians (1991)
- QQP 026 Messer Banzani – Skagga-Yo (1991)
- QQP 027 Alloy – Eliminate (1991)
- QQP 028 Kina – La Gioia del Rischio (1992)
- QQP 029 Band Full of Leroys – Asshole of the Week (1992)
- QQP 030 Post Regiment – Post Regiment (1992)
- QQP 031 Sabot – Surface Tension (1992)
- QQP 032 Israelvis – We Only Live Twice (1992)
- QQP 033 Citizen Fish – Wider Than a Postcard (1992)
- QQP 034 Assassins of God – Technological Mythic Limbo (1992)
- QQP 035 Dezerter – Blasfemia (1992)
- QQP 036 Spermbirds – Joe (1992)
- QQP 037 President Fetch – Harsh (1992)
- QQP 038 Life But How to Live It? – Ugly (1992)
- QQP 039 2 Bad – Answermachine (1992)
- QQP 040 Nations on Fire – Strike the Match (1992)
- QQP 041 Messer Banzani – Messer Banzani (1992)
- QQP 042 Krain – Krain (1992)
- QQP 043 Crowbar – Shapshapnahoowapwapnana (1992)
- QQP 044 Drugs & Politics – Drugs & Politics (1992)
- QQP 045 Born Against – Nine Patriotic Hymns for Children (1993)
- QQP 046 Israelvis – Albino Blue (1993)
- QQP 047 Michele Baresi – Willkommen in Barbaristan (1993)
- QQP 048 Positive Vibration – Higher Taste (1993)

- QQP 050 Różni wykonawcy – All Human Rights Reserved vol. 1 (1994)
- QQP 051 Atomico Patibulo – Marzenie C 1 (1994)
- QQP 052 Rebeliant – Potrzebujemy srebrników (1994)
- QQP 053 Otoczenie – Życie za życie (1994)
- QQP 054 Mist – Extremal Way - Internal Trip (1994)
- QQP 055 INRI – Sala jednego marzenia (1994)
- QQP 056 Schizma – Miejskie depresje (1994)
- QQP 057 Franz Jager – Franz Jager (1994)
- QQP 058 Będzie Dobrze – Open Your Mind (1995)
- QQP 059 Chemical Resistant – Ciemność i cisza (1995)
- QQP 060 Czarnobyl Zdrój – Kraina pustostanu myślowego (1995)
- QQP 061 Rebelia – Zwycięski lew (1996)
- QQP 062 Krain – Prawie wolny (1996)
- QQP 063 Hipokryzja – Nie jesteście inni (1996)
- QQP 064 Dezerter – Underground Out of Poland (1996)
- QQP 065 Post Regiment – Czarzły (1996)
- QQP 066 Scum of Toytown – Strike (1996)
- QQP 067 Schizma – Pod naciskiem (1996)
- QQP 068 Ssaki – Hydro (1996)

- QQP 070 Rebelia – Mama Ziemia (1996)
- QQP 071 Sabot – Somehow I Don’t Think So … (1996)
- QQP 072 Citizen Fish – Free Souls in a Trapped Enviromennt (1996)
- QQP 073 Citizen Fish – Flinch (1996)
- QQP 074 Smar SW – Samobójstwo (1996)
- QQP 075 Kanabiplanto – Przyjaciele Jamesa B
- QQP 076 Stefan Nic – No i Polska (1997)
- QQP 077 Atomico Patibulo – Hipperglobalny żal (1997)
- QQP 078 Dezerter – Kolaboracja II (1997)
- QQP 079 Ejectes – Ragga Project Songs (1997)

- QQP 081 Okres – Patridiotyzm (1997)
- QQP 082 Janusz Reichel – Jasiek malarz pokojowy (1997)
- QQP 083 Vespa – Vespa (1997)
- QQP 084 Ejectes – Gangsta Skanka (1997)
- QQP 085 D.O.A. – The Lost Tapes (1998)
- QQP 086 D.O.A. – Festival of Atheists (1998)
- QQP 087 Post Regiment – Tragiedia wg Post Regiment (1998)
- QQP 088 Post Regiment – Tragiedia wg Post Regiment/ Cress – And Still We Call Ourselves Mankind (split) (1998)
- QQP 089 Post Regiment – Tragiedia wg Post Regiment/ Korrupt – Korrupt (split) (1998)
- QQP 090 Różni wykonawcy – Muzyka przeciwko rasizmowi (1998)
- QQP 091 Słowo – Słowo (1998)
- QQP 092 Positive Vibration – Against Maya (1998)
- QQP 093 Czarnobyl Zdrój – Ucieczka z krainy pustostanu myślowego (1998)
- QQP 094 Sabot – Go There Do That (1998)
- QQP 095 Różni wykonawcy – Jedna rasa, ludzka rasa – Muzyka przeciwko rasizmowi vol. 2 (1999)